# El Diario Vasco
El Diario Vasco (Spanisch für Das baskische Tageblatt) ist eine regionale Tageszeitung der nordspanischen Provinz Gipuzkoa im Baskenland mit Sitz in San Sebastián. El Diario Vasco gehört zur Mediengruppe Vocento und ist mit einer täglichen Auflage von 86.053 Exemplaren die wichtigste Tageszeitung von Gipuzkoa. Die Zeitung bezeichnet sich als zweisprachig. Tatsächlich sind über 90 % des Inhalts spanischsprachig und allenfalls 10 % in baskischer Sprache. Das Blatt wird in zehn Regionalausgaben aufgelegt.

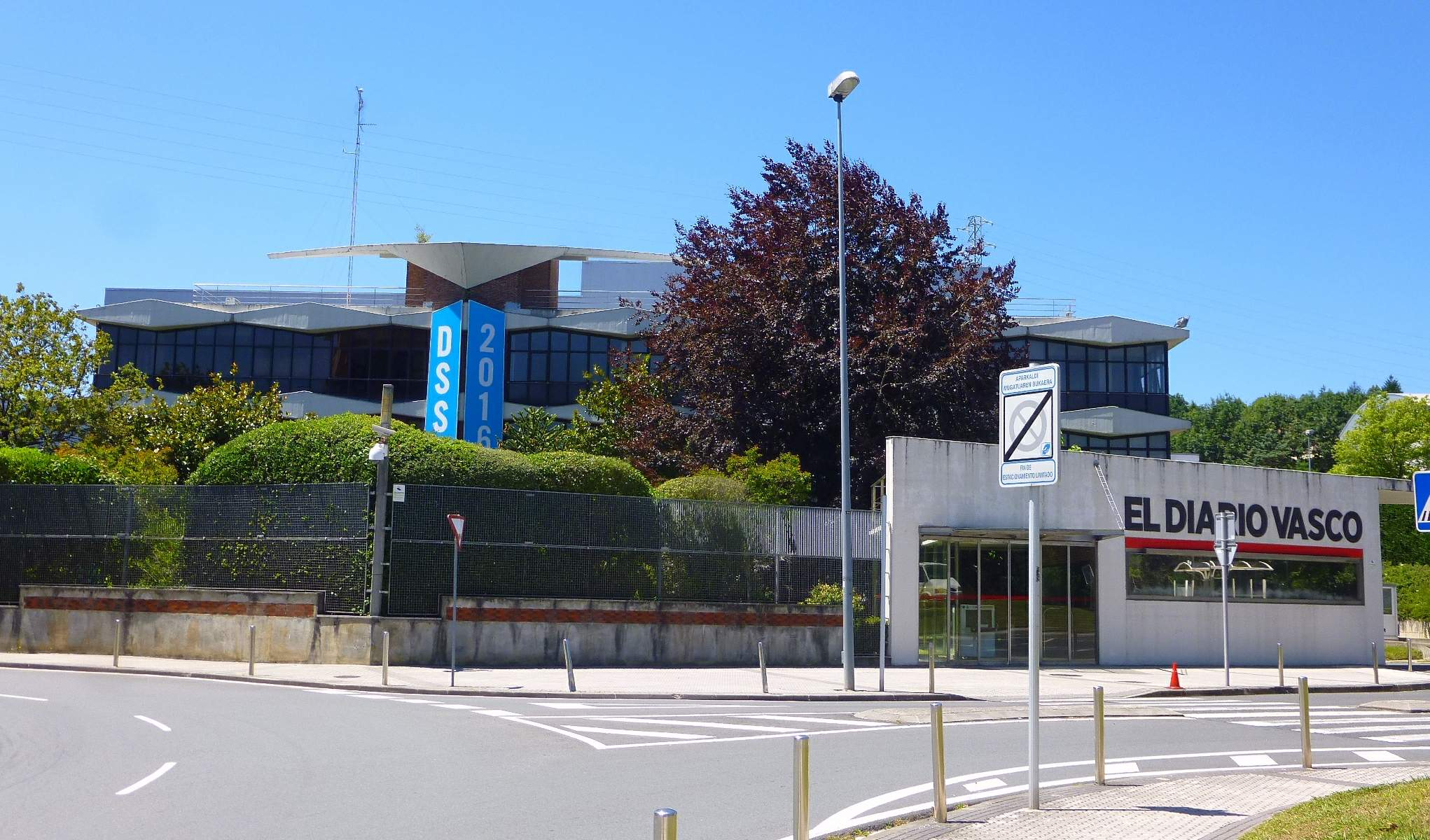
Verlagsgebäude El Diario Vasco

El Diario Vasco wurde am 27. November 1934 von der Sociedad Vascongada de Publicaciones gegründet. 1945 wurde die Zeitung von der konkurrierenden Gruppe El Correo Español aufgekauft.